# Hydraena campbelli
Hydraena campbelli är en skalbaggsart som beskrevs av Perkins 1980. Hydraena campbelli ingår i släktet Hydraena och familjen vattenbrynsbaggar. Inga underarter finns listade i Catalogue of Life.